# Patrícia Furlong
Patricia Furlong Woldmar (Porto Alegre, 07 de dezembro de 1955) é uma artista plástica brasileira.

## Biografia
Formou-se em Educação Artística na Fundação Armando Alvares Penteado de São Paulo em 1980, sendo aluna de aluna de Regina Silveira e Julio Plaza. Logo após passou a trabalhar com Ziraldo e Zélio Alves Pinto na escola Ebart. No início de sua carreira trabalhou com pintura, técnica estava retornando à cena depois de anos desprestigiada, e em seguida com apropriação e técnica mista,  tematizando a paisagem urbana e seus cenários carregados de poluição visual, muitas vezes associando pintura e fotografia e interferindo nas imagens de modo a alterar o significado de letreiros e sinais.
. No início dos anos 1990, seu ateliê no centro de São Paulo, localizado à rua Frederico Steidel, foi ponto de efervescência artística e compartilhado com nomes como Antonio Sergio, Paulo Whitaker e Nazareth Pacheco. A paisagem urbana e seus elementos visuais - cartazes, outdoors e pichações - tornaram-se parte de sua linguagem, com intervenções críticas e simbólicas sobre os códigos da comunicação de massa. Em 1991 ministrou o curso Do Surrealismo Abstrato ao Expressionismo Abstrato, na Oficina Cultural Oswald de Andrade Em 1995 ministrou o workshop Miró, São Paulo Pincel e Papel, no Museu de Arte Moderna de São Paulo, e participou de um workshop em intermídia com Judite dos Santos, na Universidade de São Paulo. Em 1998 acompanhou como ouvinte o curso Polêmicas da Modernidade: a Metamodernidade, ministrado por Philadelpho Menezes. Na análise de Philadelpho Menezes: 
Mesmo lidando com palavras. não é na problematização das relações entre aspectos semânticos e formais que seu trabalho se fixa (se o fizesse, adentraria na fronteira tênue da poesia visual). E predominantemente na força da sua visualidade que o signo verbal se apresenta, seduz indo sensorialmente o observador de seus trabalhos para um jogo de movimentos gráficos, para o seu manuseio e transformação constante que interfere menos em sua dimensão semântica (por mais que sejam alteradas em sua ordem, as frases prontas são sempre dotadas de uma força gestáltica que as fazem legíveis) e mais na sua dimensão plástico-visual, carregada de ludismo da sensibilidade retiniana e espacial típica do exercício das artes plásticas. A natureza do trabalho de Patrícia Furlong evidencia também o suporte como problema central da estética hoje. Num ambiente em que novas tecnologias dão o tom da materialidade digital para a comunicação estética, quando tudo existe para terminar em rede, um trabalho que sugere o contato físico do observador com a obra desloca esse observador de seu mundo cotidiano para a esfera do jogo infantil despretensioso (mais no sentido do desinteresse atento), que faz do contato um contágio, na acepção cunhada por Tolstoi (em O que é a arte), para discernir o que dá à arte verdadeira sua natureza eficaz e duradoura (contraposta, contemporaneamente, à eficiência e ao efêmero instantâneo da cultura digital)".
Em 2002, juntamente com Edith Derdyk, coordenou o projeto O Desenho e Seus Papéis, no Sesc Pompeia. No ano seguinte fundou um grupo de estudos em arte contemporânea, que levou à criação do grupo Em Branco, com a participação de Adriana Rocha, Ana Michaelis, Arnaldo Battaglini, Carlos Camargo, Celso Orsini, Cris Rocha e Edith Derdyk, realizando com eles várias exposições. Na exposição coletiva realizada no Palácio das Artes em 2006, os interesses do grupo foram descritos por Derdyk: "Constatamos que nossos trabalhos têm uma linguagem e uma diversidade material e conceitual muito grande, então, foi a partir das diferenças que o grupo se formou, justamente com a ideia de discuti-las. A partir desse foco é que surgiu o nome Em Branco, que é o espaço possível de se inaugurar o processo de criação".
A partir de 2004 estabeleceu seu ateliê na Granja Viana, região arborizada próxima à São Paulo. A relação com o entorno motivou um mergulho na pintura de paisagem, feita ao ar livre e sem mediação fotográfica.  A partir da observação direta da natureza surgem obras que transformam sombras, galhos e reflexos em grafismos e signos poéticos, evocando o inconsciente do espectador. O primeiro resultado desta fase foi a série Jardins.. Nas séries mais recentes como Paisagem Pedra e Grisaille, Patricia retoma elementos do Romantismo e investiga o sublime diante da crise climática contemporânea.

## Exposições
Desde os anos oitenta, a artista realizou dezenas de exposições coletivas, entre elas:
- 18º Panorama de Arte Atual Brasileira, Museu de Arte Moderna de São Paulo, 1987[1]
- First Art Exposition Brazil-Holland, World Trade Center de Amsterdã, Holanda, 1987[1]
- 20ª Bienal Internacional de São Paulo, Fundação Bienal de São Paulo, 1989[1]
- 26º Panorama de Arte Brasileira, Museu de Arte Moderna de São Paulo, 1999[1]
- 7ª Bienal de Havana, Centro de Arte Contemporáneo Wifredo Lam, Cuba, 2001[1]
- 8º Salão Nacional Victor Meirelles, Museu de Arte de Santa Catarina, Florianópolis, 2003[1]
- Branco, Palácio das Artes de Belo Horizonte, 2006[4]
- Água, Paisagem Alterada, Museu de Arte do Rio Grande do Sul, Porto Alegre, e Centro Brasileiro Britânico, São Paulo, 2016[5][6]

Já realizou individuais na Embaixada do Brasil na Itália (1987), no Lyngby Kunstforening (Copenhague, Dinamarca, 1987), na Galeria Arte&Fato (Porto Alegre, 1988), na Sadalla Galeria de Arte (São Paulo, 1988), na Galeria de Arte São Paulo (1992), no Museu de Arte Moderna de São Paulo (1993), no Museu de Arte de Ribeirão Preto (2003), na Galeria Penteado (São Paulo, 2010), entre outros locais.
Tem obras em vários acervos institucionais, entre eles o Instituto Figueiredo Ferraz de Ribeirão Preto, o Museu de Arte Brasileira da FAAP, a Pinacoteca do Estado de São Paulo, o Museu de Arte de Santa Catarina, e o Museu de Arte Contemporânea de São Paulo.